# Monmouth County
Monmouth County [ˈmɒnməθ ˈkaʊnti] ist ein County im US-Bundesstaat New Jersey. Bei der Volkszählung im Jahr 2020 hatte das County 643.615 Einwohner und eine Bevölkerungsdichte von 526 Einwohnern pro Quadratkilometer. Der Verwaltungssitz (County Seat) ist Freehold.

## Geschichte
Monmouth County wurde in 1683 als ein Teil des Territoriums East Jersey gegründet. Der Name verweist auf das walisische County Monmouthshire und die dortige Stadt Monmouth („Mündung des Flusses Monnow“). 
Am 28. Juli 1778 kam es im Verlauf des Amerikanischen Unabhängigkeitskrieges zur Schlacht von Monmouth.

### Historische Objekte
In Red Bank steht das historische Timothy Thomas Fortune House. Das Haus war Wohnsitz des als Sklave geborenen Journalisten Timothy Thomas Fortune und befindet sich auf Nummer 94 am West Bergen Place. Das Gebäude wurde am 8. Dezember 1976 vom National Register of Historic Places unter der Nummer 76001171 als historisches Denkmal aufgenommen. Zusätzlich erhielt es einen Eintrag im National Historic Landmark.
Neben dem Timothy Thomas Fortune House haben neun weitere Orte im County den Status einer National Historic Landmark. 104 Bauwerke und Stätten des Countys sind insgesamt im National Register of Historic Places eingetragen (Stand 16. Februar 2018).

## Geographie
Das County hat eine Fläche von 1.723 Quadratkilometern, wovon 500 Quadratkilometer Wasserfläche sind. Es grenzt im Uhrzeigersinn an folgende Countys: Ocean County, Burlington County, Mercer County und Middlesex County.

## Demografische Daten

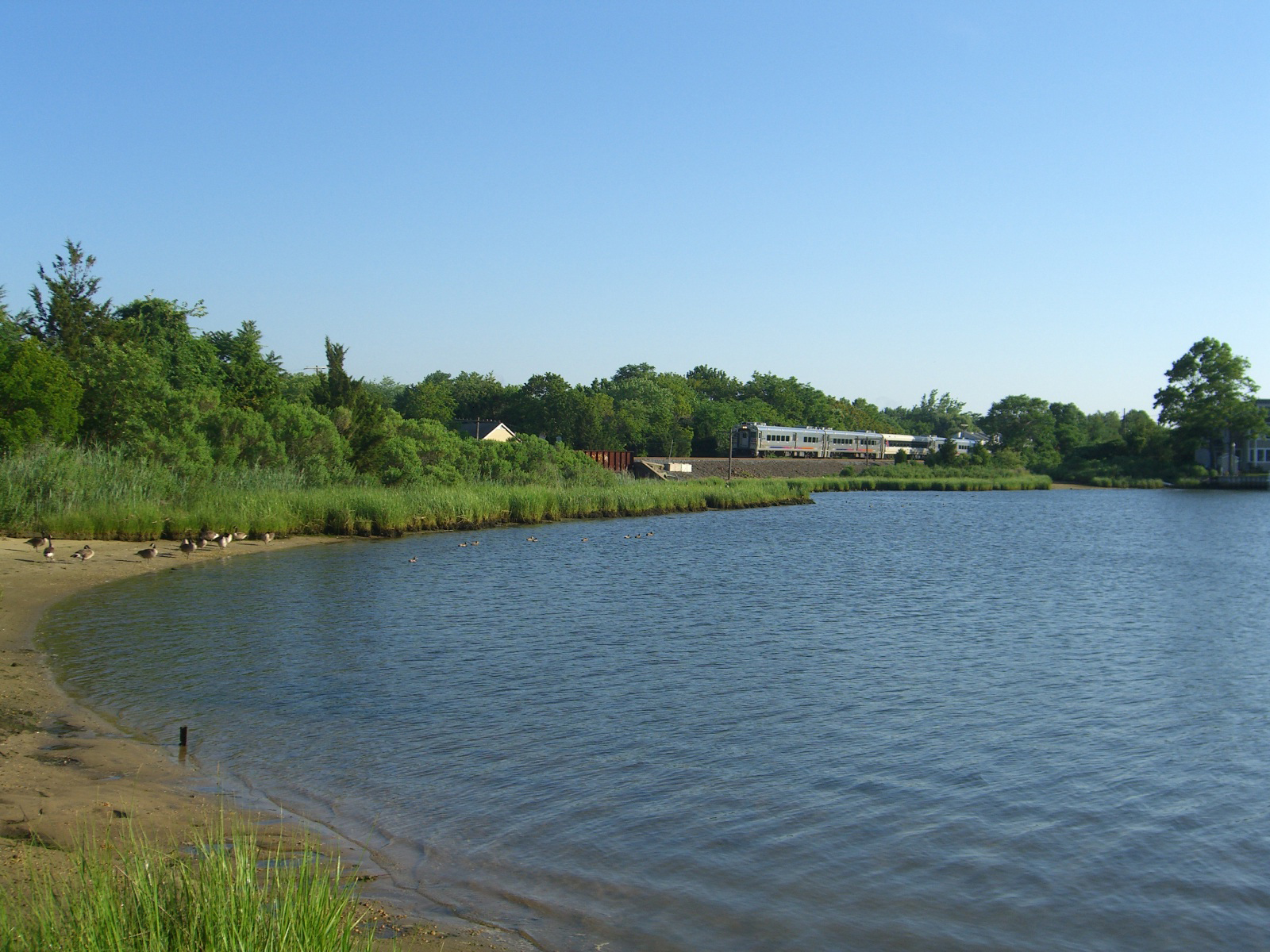
Die Glimmer Glass Beach

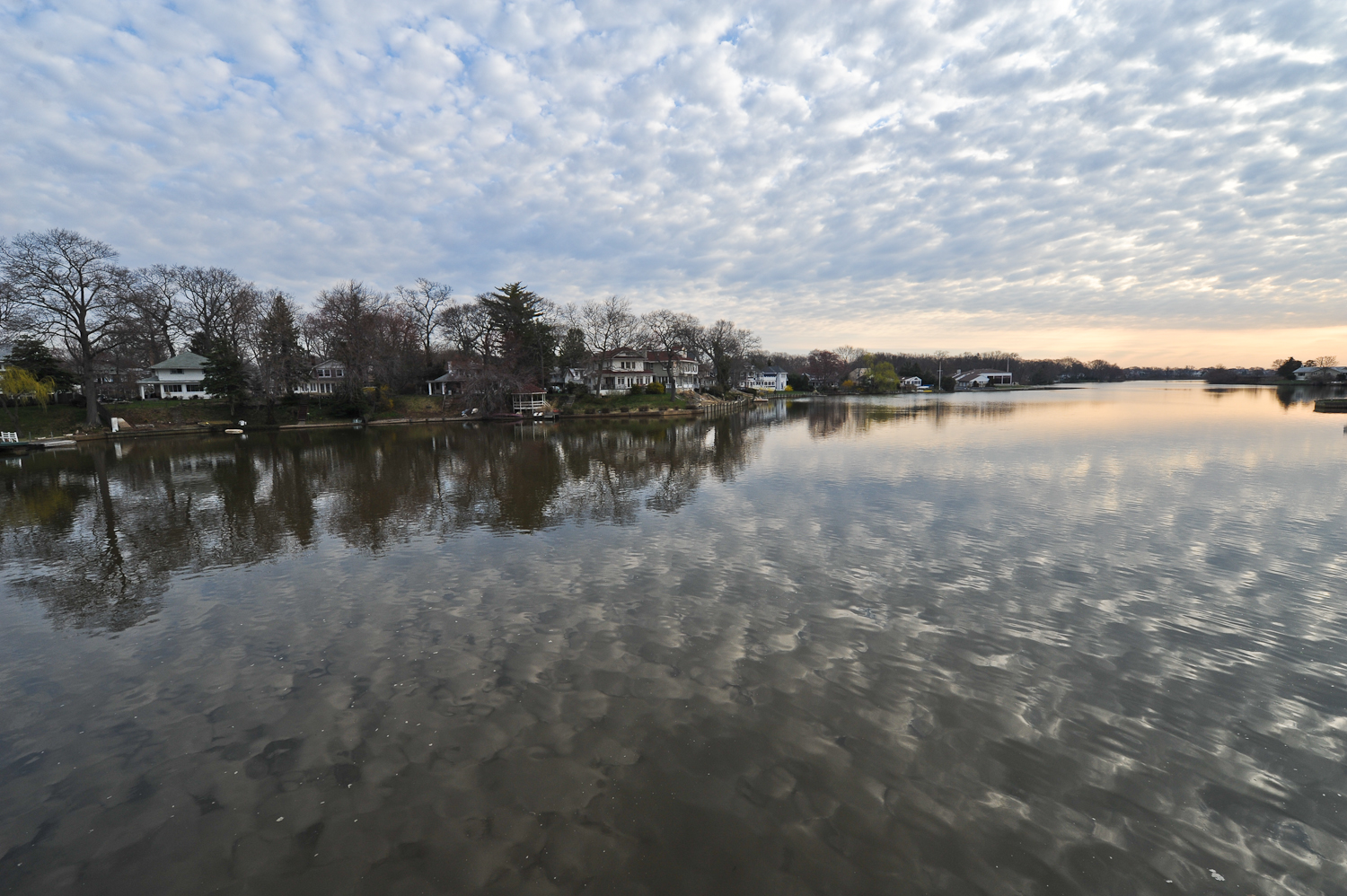
Der Deal Lake, westlich von Asbury Park

Nach der Volkszählung im Jahr 2000 lebten im County 615.301 Menschen. Es gab 224.236 Haushalte und 160.328 Familien. Die Bevölkerungsdichte betrug 503 Einwohner pro Quadratkilometer. Ethnisch betrachtet setzte sich die Bevölkerung zusammen aus 84,39 % Weißen, 8,06 % Afroamerikanern, 0,14 % amerikanischen Ureinwohnern, 3,97 % Asiaten, 0,02 % Bewohnern aus dem pazifischen Inselraum und 1,74 % aus anderen ethnischen Gruppen; 1,68 % stammten von zwei oder mehr ethnischen Gruppen ab. 6,20 % der Bevölkerung waren spanischer oder lateinamerikanischer Abstammung.
Von den 224.236 Haushalten hatten 35,50 % Kinder und Jugendliche unter 18 Jahre, die bei ihnen lebten. 58,20 % waren verheiratete, zusammenlebende Paare, 10,00 % waren allein erziehende Mütter. 28,50 % waren keine Familien. 23,80 % waren Singlehaushalte und in 9,60 % lebten Menschen im Alter von 65 Jahren oder darüber. Die Durchschnittshaushaltsgröße betrug 2,70 und die durchschnittliche Familiengröße lag bei 3,24 Personen.
Auf das gesamte County bezogen setzte sich die Bevölkerung zusammen aus 26,10 % Einwohnern unter 18 Jahren, 6,90 % zwischen 18 und 24 Jahren, 30,40 % zwischen 25 und 44 Jahren, 24,10 % zwischen 45 und 64 Jahren und 12,50 % waren 65 Jahre alt oder darüber. Das Durchschnittsalter betrug 38 Jahre. Auf 100 weibliche Personen kamen 94,40 männliche Personen, auf 100 Frauen im Alter ab 18 Jahren kamen statistisch 90,90 Männer.
Das jährliche Durchschnittseinkommen eines Haushalts betrug 64.271 USD, das Durchschnittseinkommen der Familien betrug 76.823 USD. Männer hatten ein Durchschnittseinkommen von 55.030 USD, Frauen 35.415 USD. Das Prokopfeinkommen betrug 31.149 USD. 6,30 % der Bevölkerung und 4,50 % der Familien lebten unterhalb der Armutsgrenze. 7,50 % davon waren unter 18 Jahre und 7,00 % waren 65 Jahre oder älter.

## Städte und Ortschaften
- Aberdeen Township
- Allenhurst
- Allentown
- Allenwood
- Asbury Park
- Atlantic Highlands
- Avon-by-the-Sea
- Belford
- Belmar
- Bradley Beach
- Brielle
- Cliffwood Beach
- Colts Neck Township
- Deal
- East Freehold
- Eatontown
- Englishtown
- Fair Haven
- Fairview
- Farmingdale
- Freehold Township
- Freehold
- Hazlet Township
- Highlands
- Holmdel Township
- Howell Township
- Interlaken
- Keansburg
- Keyport
- Leonardo
- Lincroft
- Little Silver
- Loch Arbour
- Long Branch
- Manalapan Township
- Manasquan
- Marlboro Township
- Matawan
- Middletown Township
- Millstone Township
- Monmouth Beach
- Morganville
- Navesink
- Neptune City
- Neptune Township
- North Middletown
- Oakhurst
- Ocean Grove
- Ocean Township
- Oceanport
- Port Monmouth
- Ramtown
- Red Bank
- Roosevelt
- Rumson
- Sea Bright
- Sea Girt
- Shark River Hills
- Shrewsbury Township
- Shrewsbury
- South Belmar
- Spring Lake Heights
- Spring Lake
- Strathmore
- Tinton Falls
- Union Beach
- Upper Freehold Township
- Wall Township
- Wanamassa
- West Belmar
- West Freehold
- West Long Branch

## Persönlichkeiten
- Bruce Springsteen (* 1949), Musiker
- Jeff Anderson (* 1970), Schauspieler
- Melissa Rauch (* 1980), Schauspielerin
- John D’Leo (* 1995), Schauspieler